# Papampeta
Papampeta là một thị trấn thống kê (census town) của quận Anantapur thuộc bang Andhra Pradesh, Ấn Độ.

## Nhân khẩu
Theo điều tra dân số năm 2001 của Ấn Độ, Papampeta có dân số 9308 người. Phái nam chiếm 53% tổng số dân và phái nữ chiếm 47%. Papampeta có tỷ lệ 60% biết đọc biết viết, cao hơn tỷ lệ trung bình toàn quốc là 59,5%: tỷ lệ cho phái nam là 68%, và tỷ lệ cho phái nữ là 50%. Tại Papampeta, 12% dân số nhỏ hơn 6 tuổi.